# Ribeirinha (Lajes do Pico)
Ribeirinha es una freguesia portuguesa del concelho de Lajes do Pico, con 8,67 km² de superficie y 411 habitantes (2001). Su densidad de población es de 47,4 hab/km².